# Serge Lazarevitch
Pour l'homophone, voir Lazarević (homonymie).
Serge Lazarevitch, né le 18 novembre 1957 à Saint-Germain-en-Laye, est un compositeur et un guitariste français de jazz moderne.
Formé aux États-Unis et ayant travaillé initialement en Belgique, il vit, travaille et enseigne en France. Plusieurs de ses disques sont sous la marque igloo records en Belgique. En parallèle de sa carrière artistique, il enseigne au conservatoire de Montpellier en France

## Biographie
Initié à l'écoute de la musique par ses parents, musiques de jazz mais aussi classique et pop , Il commence à jouer de la guitare à 13 ans. Après son baccalauréat en 1975 (section D), il part étudier aux États-Unis au Berklee College of Music de Boston, où il étudie avec Mick Goodrick, Mike Gibbs, Phil Wilson et Mike Stern et obtient un Jazz Diploma. Pendant cette période, il joue avec divers groupes locaux et rencontre M.Stern, P.Metheny & B.Frisell. 
Ses goûts musicaux à cette époque sont Jim Hall, Wes Montgomery, Pat Metheny, Mick Goodrick, Bill Frisell, Jimi Hendrix... mais aussi Keith Jarrett, Miles Davis, John Coltrane, Marvin Gaye et Joni Mitchell.
Après son retour en Europe, en 1979, il s’installe en Belgique, enseigne au Conservatoire de liège et participe à la scène du Jazz belge aux côtés de Ch.Loos, M.Herr, J.Pelzer, S.Houben ...Remplaçant de Bill Frisell dans le groupe Mauve Traffic, il intervient aussi avec de nombreux musiciens belges : Jacques Pelzer, Herr et Charles Loos - avec qui il enregistre deux disques.
En 1981 il revient à Paris et joue avec de nombreux musiciens français & internationaux: A.Romano, J.F Jenny-Clarke, A.Hervé, J.Lovano, E.Rava, P.Danielson...De 1989 à 1991, il est guitariste de l’ONJ dirigé par Cl.Barthélémy.
Il dirige ses propres formations (Quintet & Trio), participe à de nombreux groupes:E.Barret 4T, Ensemble Terra Nova, M.Marre “SardanaJazz”, A.Lisolo “Barka Concept”... et est à nouveau membre de l’ONJ sous la direction de D.Levallet de 1997 à 2000. 
Il joue dans le trio Close Meeting avec E. Barret & J. Allouche, et dans Quintet Closer Meeting avec également N.Thys et A.Besson. Il est également membre du Trio “Les Chemins du Labyrinthe” avec le percussionniste T.Gomar et C.Deslignes à l'Organetto et est régulièrement invité par le groupe Pitch autour d'un hommage à J.Hendrix. “Les Musiques du Regard”, spectacle créé en hommage aux musiques de film est réalisé sous diverses formes instrumentales (du Solo au Sextet ainsi qu’en résidence pédagogique). 
Parallèlement,  il coordonne le Département de Jazz du CRR de Perpignan (1988-2010) puis celui du CRR de Montpellier (2010 - 2024)  anime des stages en Europe et en Afrique. Il est codirecteur pédagogique avec Eric Barret du stage de Jazz in Marciac jusqu’en 2012.
Depuis 1980 Serge Lazarevitch a mené une double carrière, partageant ses activités entre les scènes belge et française. Côté belge, on se souvient des deux albums enregistrés avec le pianiste Charles Loos et, côté français, de sa participation à l’Orchestre National de Jazz de Claude Barthélémy (ONJ 89/90 et Jack-Line ONJ 90/91) et au nouvel ONJ de Didier Levallet. Plus récemment il a sorti en 2016 en Belgique (igloo records) l'album "Free three" (et non pas "friterie"). Il se produit régulièrement en Belgique et donne cours de guitare et combo à l'AKDT de Libramont.
Pendant de nombreuses années Il jouera avec une Jacobbaci Studio II et une Fender télécaster 57, abandonnées ensuite pour une Stratocaster série L et une Guild folk Jumbo F50. Il a souvent utilisé deux amplis Roland cube 100 ou 60, un digital Delay Roland SDE 3000, un stéréo chorus et deux compresseurs TC electronics, un overdrive boss. Il a également utilisé souvent sur scène une guitare Parker. Récemment (2015) il aime utiliser une Fender Telecaster Reissue 52 avec un son clean avec des ampli a lampe (tel un fender Princetone des années 60) ou plus récemment avec un ampli récent d'une technologie innovante et "made in France" , le Leo '64 de la marque Heptode.
Guitariste doué pour savoir créer des phrases qui « traversent » l'harmonie, il est également compositeur. En tant que  compositeur,  il a écrit la plupart du répertoire des enregistrements sous son nom et réalise régulièrement des commandes: “Tous Ensemble” (Terra Nova), “Les Temps Changent” (Radio France “Alla Breve”), “Au Bord Du Fleuve”... ainsi que des résidences et des créations à caractère pédagogique pour grand ensemble“Les 100 Pattes du Bicorne” (Conservatoire de Givors - Festival de Rive De Gier ), “Big Band de Cordes” (Printemps du Jazz de Nîmes), Grande Formation (Conservatoire de Bourgoin-Jallieu). 

## Discographie sélective

### Leader
- Cats are welcome, S. Lazarevitch Trio (Igloo/Bel.1987), Disque du mois, Jazz Hot, 4 étoiles, Le Monde de la Musique

- London Baby, S. Lazarevitch Quartet (Igloo/Bel.1989), Choc, Le Monde de la musique

- Walk With a Lion, S. Lazarevitch Quintet (Igloo, 1993), Choc, Jazzman, Must 1994, Jazzman

- A Few Years Later, S. Lazarevitch Quintet (Igloo, 1997), Choc, Jazzman, Émoi du mois, Jazz Magazine.

### Co-leader
- "Quelque part", Serge Lazarevitch , Charles Loos , Riccardo Del Fra , Eric Ineke , John Ruocco LDH/Bel. 1983)
- "Sava", Serge Lazarevitch , Charles Loos , Greg Badolato , Jean-Louis Rassinfosse , Felix Simtaime (LDH/Bel. 1981)
- "Songs", Serge Lazarevitch , Bertrand Renaudin Trio ( CC Prod/ Fr.1992)
- "Close Meeting", Serge Lazarevitch , Eric Barret , Joël Allouche Trio ( Crystal/ Fr.2008)
- "Free three", Serge Lazarevitch, Nicolas Thys, Teun Verbruggen Trio (Igloo records 2016)
- "Free Four", Serge Lazarevitch, Nicolas Thys, Teun Verbruggen, Ben Sluijs (ratrecords 2024)

### Sideman
- Aventures, P. Macé Quintet (Flat & Sharp/Fr.1987) . 4 étoiles, Le Monde de la Musique
- Andata Senza Ritorno, M.Magnoni Quintet (Plainisphare/Sui. 1988) . 4 étoiles, Le Monde de la Musique
- Claire et Jack-Line, O.N.J Dir. Cl. Barthélémy (Label Bleu/Fr.1990/91) . Choc et 4 étoiles, Le Monde de la Musique
- Words, G.Visibelli Quintet (DDD/It.1993)
- Danses, Terra Nova Dir. Luc Le Masne (Budda/Fr.1993) . Choc, Le Monde de la Musique
- Sardanajazz, Brass Band et Cobla Dir. M.Marre  (MMP/Fr.1995)
- Act, Antoine Lisolo Barka Concept (Coda /Fr.1996) Concerti, Terra Nova (Budda/Fr.1997)
- O.N.J Express, O.N.J Dir. D.Levallet (Evidence/Fr.1998)
- Emoi du mois, Jazz Magazine Live at the B Flat, Antoine Lisolo Barka Concept (Coda /Fr.1998)
- Séquences, O.N.J Dir. D.Levallet (Evidence/Fr.1999)
- Deep Feelings, O.N.J Dir. D.Levallet (Evidence/Fr.2000)